# Cityring (Billund)
 For alternative betydninger, se Cityring. (Se også artikler, som begynder med Cityring)
Cityring O1 er en indre ringvej, der går rundt om Billund Centrum.
Vejen består af Nordmarksvej – Granvej – Grindstedvej – Vejlevej og ender til sidst i Nordmarksvej igen.
Cityring skal lede gennemkørende trafik uden om centrum og fungere som en alternativ rute for dem, der har ærinder inde i den indre by, men er også en gevinst for de handlende så der ikke kommer så meget gennemkørende trafik ind gennem midtbyen.
Derudover skal cityringen være med til at tage den tunge trafik der skal mod Legoland, LEGO House, Lalandia og Billund Lufthavn.
| Trafik | Spire Denne trafikartikel er en spire som bør udbygges. Du er velkommen til at hjælpe Wikipedia ved at udvide den. |

|  | Denne artikel om en bygning eller et bygningsværk kan blive bedre, hvis der indsættes et (bedre) billede. Du kan hjælpe ved at afsøge Wikimedia Commons for et passende billede eller lægge et op på Wikimedia Commons med en af de tilladte licenser og indsætte det i artiklen. |

55°43′44″N 9°06′59″Ø / 55.7288°N 9.1163°Ø